# Macrotinactis stenodactyla
Macrotinactis stenodactyla är en fjärilsart som beskrevs av Fletcher 1911. Macrotinactis stenodactyla ingår i släktet Macrotinactis och familjen fjädermott. Inga underarter finns listade i Catalogue of Life.